# 국제그룹
국제그룹(國際Group)은 1970년대 말부터 1980년대 중반까지 22개의 계열사를 거느렸던 대한민국의 대기업이었다. 회장은 양정모이다. 프로스펙스라는 브랜드를 만들기도 하였다.

## 역사
부산에 지역 기반을 둔 국제고무라는 회사를 모태로 고무신 브랜드 ′왕자표 고무신′을 출시하여 국내에서 선풍적인 인기를 끌며 급속한 성장을 이루었으며, 1962년에는 국내 최초로 미국에 신발을 수출하는 성과까지 이루었다.

## 해체
1980년대에 이르러 재계순위 7위까지 등극한 국제그룹은 1985년 2월 전두환 정권의 '국제그룹 정상화 대책'이라는 구실로 부실기업 정리와 함께 하루 아침에 공중분해되는 비운을 겪게 되었다.
국제그룹의 명목상의 해체 이유는 무리한 기업 확장과 해외 공사 부실 등의 이유가 있었으나, 실제로는 정치자금의 납부실적이 부족해서 권력층의 눈밖에 난것이 결정적인 원인이었다. 정치자금이 타 기업은 10억원 이상 부담하는데 반해, 국제그룹은 겨우 3억원 정도만 부담하는게 이미 전두환의 눈총을 산것이나 다름없었다. 또한 겨우 10억원을 채우면서 그것도 어음으로 부담하는게 해체의 도화선이 되었다.
또한, 전두환은 총선을 대비해 협조 차원에서 재벌 총수들을 소집해서 만찬을 열었는데 양정모 회장이 늦게 도착하였는데 임해공단건설지원이라는 눈치없는 한마디를 꺼냈다가 결국 주거래은행인 제일은행이 결국 어음을 부도처리시켰다.
결정적 계기는 아들이 미국 유학중에 교통사고로 사망하자 양정모는 미국으로 출국했는데 이 시점에서 전두환이 재벌 총수들을 소집하였고, 1985년 2월 총선에 대비해 전두환이 직접 부산에 찾아 양정모에게 지지를 호소해 줄것을 부탁하였다. 그러나, 그는 아들의 제사를 위해 다음날 부산을 떠난 상태였고 총선에서 김영삼을 비롯한 야당세력이 당선되자 전두환은 이때 분노하며 국제그룹을 해체시키기로 결심하기에 이르렀다.
결국 이렇게 전두환 정권에 의해 눈밖에 난 국제그룹은 1985년 2월 21일 재무부(현 기획재정부)에 의해 부실기업이라는 낙인이 찍힌채 국제그룹 정상화 대책이라는 명목으로 그룹 해체결정이 내려졌고, 그해 7월부터 21개의 계열사들이 타 기업에 매각, 합병되었다.         
정부에 의해 그룹이 해체 이후 양정모 회장은 '국제그룹 복권 추진위원회'를 세워 그룹복원을 위해 소송을 내는 등 각고의 노력을 펼쳤으나, 1993년 7월 정부에 의한 국제그룹의 강제해체에 대해 헌법재판소의 위헌결정을 통해 명예회복으로 위안을 삼았을 뿐, 수년간의 노력에도 불구하고 이미 모든 주식 지분과 계열사가 대부분 정리되어 여러 타 기업들에게 합병 및 흡수되었기 때문에 소유권은 끝내 반환받지 못했고, 그룹복원은 현실적으로 불가능하게 되었다.

## 이후
이후로도 이 그룹 회장 양정모는 1997년 국제그룹 재창건을 위해 노력했으나 같은해 발생한 IMF 외환 위기와 다시 불거진 정관계 로비 의혹사건으로 인해 좌절했고 2002년 다시 재창건을 위해 움직였으나, 이듬 해 발생한 가계 신용카드 대출 부실 사태로 뜻을 이루지 못했다. 그래도 좌절하지 않고 2007년 또 다시 창건하려고 하였으나 이듬해인 2008년 미국발 금융 위기로 인해 그룹은 끝내 재건하지 못한 채 결국 2009년 봄 세상을 떠나고 말았다.